# Marian Chudzik
Marian Wiktor Chudzik (ur. 2 stycznia 1945 w Witkowicach, obecnie w granicach Ropczyc) – polski działacz partyjny i państwowy, w latach 1982–1990 wicewojewoda tarnowski.

## Życiorys
Syn Romana i Zofii. Po ukończeniu liceum ogólnokształcącego w Ropczycach w latach 1962–1967 studiował geografię na Uniwersytecie Jagiellońskim, kształcił się także na studium ekonomicznym w Wieczorowym Uniwersytecie Marksizmu-Leninizmu w Rzeszowie (1971–1973). Od 1967 do 1968 wychowawca w Internacie Technikum Mleczarskiego w Rzeszowie, następnie od 1968 do 1975 pracował w Powiatowej Komisji Planowania Gospodarczego przy w Prezydium Powiatowej Rady Narodowej w Dębicy, awansując od referenta, inspektora i zastępcy do funkcji przewodniczącego (1973). W 1975 został zastępcą przewodniczącego, a w 1977 przewodniczącym Wojewódzkiej Komisji Planowania przy Urzędzie Wojewódzkim w Tarnowie.
Należał do Zrzeszenia Studentów Polskich, w 1969 wstąpił do Polskiej Zjednoczonej Partii Robotniczej. Był sekretarzem dębickiego Komitetu Miejskiego, następnie członkiem Komitetu Zakładowego PZPR przy Urzędzie Wojewódzkim. W latach 1980–1982 pozostawał sekretarzem Komitetu Wojewódziego PZPR w Tarnowie. Następnie od 1982 do 1990 pełnił funkcję wicewojewody tarnowskiego.